# Ельян Радіг
Ельян Радіг (фр. Éliane Radigue; нар. 24 січня 1932, Париж) — французька композиторка, авторка електронної музики.

## Життєпис
У дитинстві співала у хорі, навчалася гри на фортепіано й арфі, а також теорії музики. У 1950 р. (19-річною) переїхала до Ніцци, де познайомилася з авангардним художником Арманом Фернандесом, з яким вони одружилися у 1954 р. У 1955 р. Радіг випадково зустрічається з П'єром Шеффером на зустрічі-обговоренні, присвяченій філософу Ланца дель Васто. Шеффер запрошує Радіг приєднатися до Студії електронної музики при радіо RTF, і вона стає асистентом у студії. Завдяки цьому Радіг здобула досвід роботи з плівкою і техніками конкретної музики. Радіг вказує, що Шеффер мав значний вплив на неї завдяки ідеї про те, що будь-який звук може бути музикою. У 1958 р. через конфлікт Шеффера і П'єра Анрі, Радіг вимушена була припинити роботу в студії. На деякий час вона присвятила себе вихованню трьох дітей.
У 1960-х рр. Радіг разом з чоловіком деякий час жили у Нью-Йорку, культурне середовище якого мало вплив на неї — вона познайомилася з такими його представниками, як Філіп Ґласс, Стів Райх та інші. Згодом вона казала: «Моя музична сім'я була у Штатах». У 1967 р., після розлучення з чоловіком (з яким вона мешкала у Ніцці та Нью-Йорку), переїжджає до Парижа, і на деякий час стає асистентом П'єра Анрі. Зокрема вона допомагала реалізовувати Анрі твір L'Apocalypse de Jean. Проте Анрі ставив перед нею дуже високі вимоги (часом 14—16 годин праці на день) при тому, що вона працювала на добровільній основі, і часом був доволі деспотичний. Тому у 1968 р. вона припиняє свою співпрацю з Анрі. Після цього Анрі подарував їй фоноген.

### Ранні твори
У своїх ранніх творах (до 1970 року) Радіг використовувала зворотний зв'язок (feedback) і запетлювання магнітофонної плівки. Серед цих творів — Omhnt (звукова інсталяція з трьох магнітофонних петель різної довжини), Opus 17, Vice-Versa, etc…, Ursal, Stress Osaka.

### Синтезатори
У 1970 р. Радіг їде до Нью-Йорка, де отримує можливість працювати у студії електронної музики при Нью-Йоркському університеті. Завдяки цьому вона отримала доступ до одного з перших модулярних синтезаторів — Buchla 100. Крім того, у Нью-Йорку вона познайомилася з такими людьми, як Пауліна Оліверос, Елвін Люсьє, Мортон Суботнік, Ла Монте Янг та інші, і поновила контакти зі Стівом Райчем. У 1971 році у Нью-Йорку відбувся перший концерт, присвячений її музиці. На цьому концерті звучав її твір Chry-ptus, створений на синтезаторі Buchla, і передбачає відтворення паралельно двох магнітофонних записів, синхронізація яких при кожному виконанні, за задумом авторки, має трохи відрізнятися.
У своїх подальших електронних творах композиторка застосовувала синтезатор ARP 2500. Серед творів того часу — ψ 847 (1973), Transamorem-Transmortem, Biogenesis.

### Буддизм
У 1974 р. вона стає буддисткою. Такі твори, як трилогія Adnos (1974-1980-1982), Les Chants de Milarepa (1983), Jetsun Mila (1986), мають буддистські конотації. Trilogie de la Mort (1988-1991-1993), пов'язана зі смертю сина (який загинув 34-річним в автомобільній аварії), а також духовного наставника Lama Kunga Rinpoche.

### Акустична музика
Після створення композиції L'Ile Re-Sonante (2000) на синтезаторах ARP 2500 та Serge Modular Ельян Радіг поступово відходить від створення електронної музики. Серед її частково або повністю акустичних творів — Elemental II (співпраця з електробасистом Kasper Topeplitz), Naldjorlak (2004—2009) — триптих, де перша частина написана для віолончеліста Charles Curtis, друга — для дуету бассет-горністів Carol Robinson та Bruno Martinez, а третя об'єднує інструментальний склад двох попередніх, Occam Ocean (2015) для оркестру, Occam I для арфи тощо.